# Марян
Ма́рян (болг. Марян) — село у Великотирновській області Болгарії. Входить до складу общини Єлена.

## Населення
За даними перепису населення 2011 року у селі проживали 106 осіб, з них 104 особи (99,0%) — болгари.
Розподіл населення за віком у 2011 році:
Динаміка населення: